# Ingebjørg Håkonsdatter

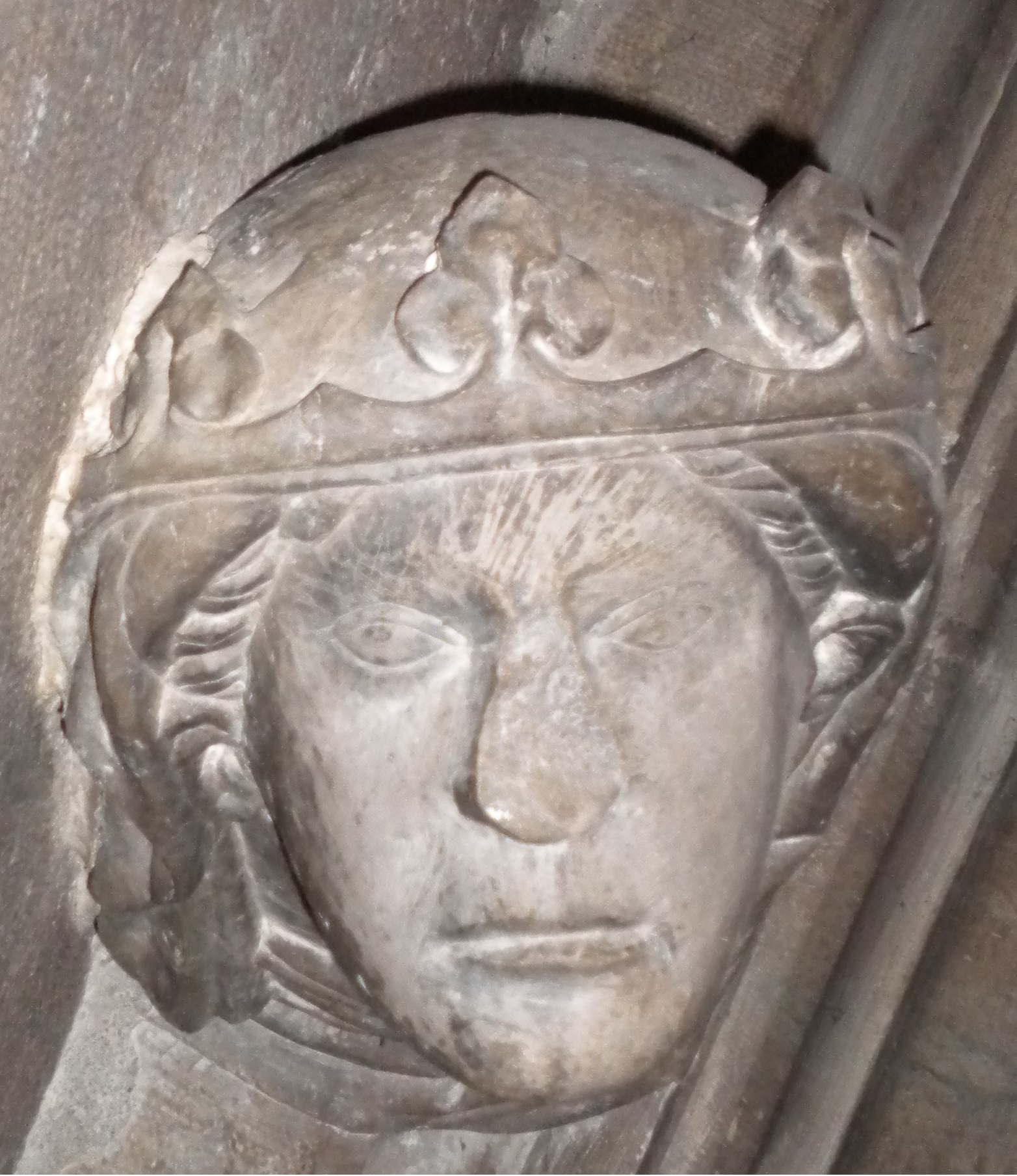
Ingebjørg Håkonsdatter im Dom zu Linköping.

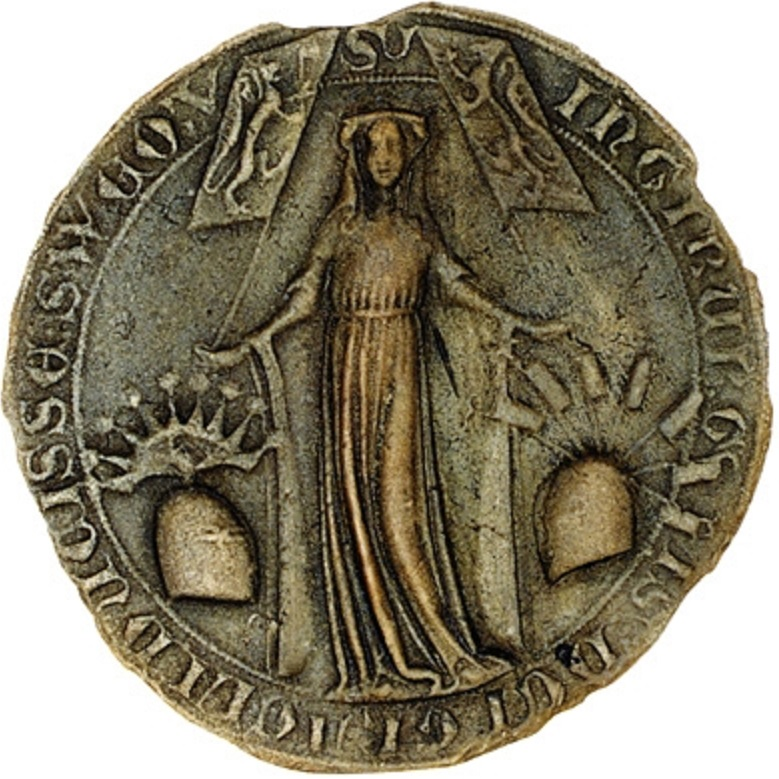
Das Siegel von Ingebjørg

Ingebjørg Håkonsdatter (schwedisch: Ingeborg Håkansdotter) (* 1301; † 17. Juni 1361) war eine norwegische Königstochter und schwedische Herzogin.

## Leben
Ihre Eltern waren der norwegische König Håkon V. Magnusson und seine Frau Eufemia. Sie war das einzige eheliche Kind Håkons. 1302 erließ ihr Vater ein neues Thronfolgegesetz, durch das ein Sohn von ihr an die dritte Stelle und sie selbst an die siebte Stelle in der Thronfolge aufrückte. Damit war sie von Geburt an eine Schachfigur der Politik des Vaters.
Håkon V. war in den nordischen Machtkampf verwickelt, in dem der Streit um die Macht in Schweden zwischen König Birger und dessen beiden Brüdern besonders hervorstach. Als Kind wurde Ingebjørg sowohl mit Birgers Bruder, dem schwedischen Herzog Erik Magnusson, als auch mit König Birgers Sohn Magnus Birgersson verlobt, je nachdem, mit wem ihr Vater sich gerade verbündete. Als König Håkon dann eine Allianz mit den schwedischen Herzögen gegen König Birger vorzog, wurde sie am 29. September 1312 in Oslo dann doch mit Erik verheiratet. Ihre Cousine Ingebjørg Eriksdatter wurde gleichzeitig mit dessen Bruder Waldemar Magnusson verheiratet.
Mit Herzog Erik bekam sie 1316 den Sohn Magnus und ein Jahr später die Tochter Eufemia. Nachdem König Birger seine Brüder im Winter 1317/1318 im Gastmahl von Nyköping aus dem Weg geräumt hatte, sammelten sich die Anhänger des Herzogs um Eriks junge Witwe. König Birger musste außer Landes fliehen, und Ingebjørgs Sohn Magnus wurde am 8. Juli 1319 zum schwedischen König gewählt, zwei Monate nachdem er auch die norwegische Krone von seinem Großvater Håkon V. geerbt hatte.
Als Mutter des Königs und auf Grund eines eigenen Erbrechts auf den Thron besaß Ingebjørg eine herausragende soziale Stellung in beiden Ländern, wenn sie auch in der offiziellen Regierung keinen Platz hatte. Nach Herzog Eriks Tod versuchte sie in gewissem Umfang in seinem Sinne und im Namen ihres Sohnes Einfluss auf die Politik zu nehmen. Dabei trachte sie vor allem danach, Schonen zu gewinnen. Ihre aggressive Politik gegenüber Dänemark lag ganz auf der Linie der norwegischen Außenpolitik in der zweiten Hälfte des 13. Jahrhunderts. Dazu gehörte auch das Bündnis mit Herzog Heinrich II. von Mecklenburg gegen Dänemark, das 1321 durch den Ehevertrag zwischen ihrer Tochter Eufemia und Albrecht, dem Sohn des Herzogs, besiegelt wurde.
Als aber der dänische Adlige Knut Porse mit deutschen Söldnern eigenmächtig in Schonen einfiel, erkannten die führenden Persönlichkeiten in Norwegen und Schweden bald, dass ihnen durch die Maßnahmen der Herzogin und Knut Porses die politische Kontrolle abhandenkam. Deshalb setzten sie einen Reichsverweser ein und entmachteten so die Herzogin. Dies geschah in Schweden 1322 und in Norwegen 1323. Schweden schloss daraufhin Frieden mit Dänemark. Ingebjørg heiratete 1327 Knut Porse, der damit Herzog über ihre dänischen Besitztümer Süd-Halland und Samsø wurde. Obgleich Knut unmittelbar vor der Hochzeit mit den führenden Personen Norwegens einen Vergleich geschlossen hatte, wurde er alsbald beschuldigt, dass er gegen Norwegen intrigiere, und auch als Feind Schwedens bezeichnet. Die Ehe wurde als eine sicherheitspolitische Gefahr betrachtet und die Gutsbesitzungen wurden in beiden Ländern beschlagnahmt. Damit schied Ingebjørg aus der norwegischen und schwedischen Politik aus. Die Regierungsgeschäfte in Norwegen wurden von Erling Vidkunnsson mit dem Titel „Des Königs Truchsess in Norwegen“ wahrgenommen.
Nach dem Tod ihres zweiten Ehemanns Knut 1330 versuchte Ingebjørg, ihre großen Gutsbesitzungen in Norwegen, Schweden und Dänemark zu verteidigen. Die Verteidigung der großen Lehnsgüter, die Knut Porse ihren beiden gemeinsamen Söhnen Håkon und Knut hinterlassen hatte, verwickelte sie in die innenpolitischen Konflikte Dänemarks. Als die schwedische Regierung Schonen für eine hohe Summe kaufte, wurden Teile von Ingebjørgs dänischen Besitzungen für die Summe verpfändet. Dafür erhielt sie ihre persönlichen schwedischen und norwegischen Besitzungen zurück.
Ihre Söhne, die sie mit Knut hatte, starben beide 1350. Obgleich sie bereits 1344 die Kontrolle über Samsø und Süd-Halland verloren hatte, führte sie ihren dänischen Herzogstitel bis 1352.